# Igreja Maná
A Igreja Maná é uma Igreja Cristã de origem portuguesa. Tem presença em mais de 80 países. 

## História
A igreja foi fundada oficialmente em Setembro de 1984 em Lisboa por Jorge Tadeu, previamente membro da Apostolic Faith Mission of South Africa, e engenheiro civil, tendo hoje a Igreja Maná Departamento de Engenharia Civil e Arquitectura próprio.
Em 2008, foi proibida temporariamente em Angola, o que terá motivado que nesse país a Igreja tenha mudado de nome para Igreja Josafat, de 2009 a 2017.

## Organizações subsidiárias
A igreja Maná é detentora de vários canais de televisão e rádio em Portugal, Espanha, Brasil,  Moçambique e São Tomé e Príncipe.
É dona dos canais de televisão KuriakosTV, TV Maná ManáSat 1, tendo emissão via satélite com alcance da Europa ocidental, Norte de África e África Austral, centro e leste dos Estados Unidos da América, América Central e América do Sul.
É também detentora da Gráfica Maná, Kuriakos Editora, e uma frota de 2 aviões executivos (dos 7 que teve ao longo da sua história), geridos por uma empresa detida pelo grupo, sediada nos EUA.